# Szombati Kristóf
Szombati Kristóf (Budapest, 1980. szeptember 8.) szociológus, politológus, antropológus, zöld aktivista. A Lehet Más a Politika (LMP) alapító tagja, 2009 és 2010 között a párt országos választmányának tagja.

## Tanulmányai
Budapesten született diplomata családban, így gyermekkora java részét külföldön töltötte. Általános iskolába Budapesten és Washingtonban járt, középiskolai tanulmányait a párizsi Lycée Janson de Sailly-n végezte. 2006-ban az ELTE Társadalomtudományi Kar szociológia és politológia szakán szerzett diplomát, majd antropológiát hallgatott Cambridge-ben. Egyetemi tanulmányai alatt tagja volt a Társadalomelméleti Kollégiumnak. A CEU szociálantropológia tanszékén folytatott doktori tanulmányokat.

## Szakmai munkásság
Szemináriumokat vezetett az ELTE szociológia szakán 2003 és 2005 között. Lektorként és fordítóként több zöld politikafilozófiai és közgazdaságtani témájú tanulmánykötet – „Környezet és etika”, „Oikosz és polisz” – összeállításában működött közre, illetve fejlődéselmélet, ökológiai gazdaságtan, környezeti konfliktusok témájában kutatott és publikált. 2001 és 2003 között a Kurt Lewin Alapítvány által működtetett, a társadalomtudományok szemléletmódját és eredményeit népszerűsítő internetes oldal, a szochalo.hu Archiválva 2006. október 21-i dátummal a Wayback Machine-ben szerkesztője volt. 2005 és 2006 között a Védegylet környezeti javakhoz való hozzáférésben korlátozott, környezet-egészségügyi problémák által aránytalanul súlyosan érintett hátrányos helyzetű (nagyrészt cigány származású) csoportok problémáinak feltérképezésére irányuló Környezeti Igazságosság Archiválva 2013. június 9-i dátummal a Wayback Machine-ben program kidolgozója. 2008–2009 között a Polgár Alapítvány Esélyekért programjának felelőse. A Mezőcsáti kistérség öt településének cigány lakossága körében kezdeményezett részvételi fejlesztési program leglátványosabb eleme a médiában nagy nyilvánosságot kapott Igrici Termelő és Értékesítési Szövetkezet volt.

## Társadalmi és közéleti szerepvállalás
A Zöld Fiatalok Egyesület majd a Védegylet tagjaként vett részt a magyarországi zöld mozgalomban. 2002 óta számos rendezvény (pl. Ökofeszt, Művészetek Völgye), demonstráció (Zengői csata, Radikális Gyalogosok tüntetés), kampány (pl. Mentsük meg Verespatakot!), konferencia (pl. firenzei és párizsi Európai Társadalmi Fórum) résztvevője, előadója és szervezője.
2009-2010 az LMP közpolitikai javaslatainak kidolgozásáért felelős Roma Integrációs Műhely munkáját koordinálja, az ő neve alatt jelenik meg a pártnak a "magyarok és cigány magyarok békés együttélésének helyreállítását" célzó programcsomagja, amivel az LMP nekifutott a 2010-es választásoknak.
2009 őszén az LMP választmányi tagjává választotta párt kongresszusa, az LMP parlamentbe való bejutása után azonban aktív pártpolitikai tevékenységének felfüggesztése mellett dönt. 2011-ben pár hónapig az Ökopolisz Alapítványnak dolgozik, 2012 januárja és 2014 januárja között pedig a német zöld párthoz kötődő Heinrich Böll Alapítvány magyarországi tevékenységét koordinálja. Az LMP-t a párt politikájával szemben kritikus Párbeszéd Magyarországért Platform tagjaival egyidejűleg hagyja el 2013 januárjában, az általuk alapított Pártbeszéd Magyarországért Pártba azonban nem lép be.

## Díjak, ösztöndíjak
- A German Marshall Fund reménybeli fiatal vezetőknek járó European Scholars ösztöndíja, amellyel egy hónapot töltött az USA-ban (2009)
- A Gates Cambridge Trust ösztöndíja, ennek köszönhetően egy évet a Cambridge-i Egyetemen töltött (2006)[3]
- Az Initiative France-Hongrie ösztöndíja, amelynek segítségével három hónapig tanulmányozhatta a francia államigazgatást és önkormányzati rendszert (2000)
- Az egri szépirodalmi magyar-angol fordító-verseny első díja (1993)